# Simon C. Dik
Simon C. Dik (1940 – 1995), fue un lingüista holandés, famoso por desarrollar una teoría de la Gramática funcional.

## Biografía
Ocupó la cátedra de Lingüística General en la Universidad de Ámsterdam entre 1969 y 1994. Durante 25 años desarrolló la teoría de la Gramática funcional a partir de 1968. La segunda parte de su obra The Theory of Functional Grammar se publicó póstuma en 1997. En su visión, la gramática es conceptualizada como un instrumento de interacción social entre seres humanos, con el fin de establecer relaciones comunicativas. Hace un particular énfasis en 
el uso, las funciones comunicativas y el contexto social del lenguaje, y en eso difiere sustancialmente de otras aproximaciones puramente formales al hecho lingüístico, como la Gramática Generativa de Noam Chomsky.
Su teoría recibió importantes aportaciones de la Gramática Sistémica Funcional de Michael Halliday, así como de Talmy Givón.

## Obras
- The Theory of Functional Grammar (Part I: The Structure of the clause), 1989 ISBN 90-6765-432-9
- The Theory of Functional Grammar (Part II: Complex and Derived Constructions), 1997 ISBN 3-11-015404-8 (pt.I); ISBN 3-11-015403-X (pt.I paperback); ISBN 3-11-015406-4 (pt. II); ISBN 3-11-015405-6 (pt. II paperback)

- Datos: Q2037380